# Bánlak
Bánlak (románul: Banloc, németül: Banlok) falu Romániában, a Bánságban, Temes megyében. Közigazgatásilag hozzátartozik Karátsonyiliget, Karátsonyifalva és Partos.

## Neve
A falut 1717-ben Panlogh néven említette oklevél.
1806-ban Bánlok, 1828-ban Bánlak, 1851-ben Bánlok, 1913-ban Bánlak néven írták.

## Fekvése
Az Alföld délkeleti részén, Dettától 7 km-re nyugatra, a román-szerb határtól 8 km-re, Tolvád, Partos, Karátsonyifalva és Detta közt fekvő település. Temesvártól közúton 48 km-re dél felé közelíthető meg.

## Története
Bánlak már a török hódoltság idején is lakott hely volt, várkastélya a temesvári pasa nyári szállása volt. Az egykori török erődítések nyomaira a patakban való ásatások alkalmával akadtak rá. A település később kincstári birtok lett.
A katonai határőrvidék szervezésekor Draskovich horvát bán kapta cserébe azokért a birtokaiért, melyek a Határőrvidékbe estek. A Draskovics család kezén nem sokáig volt: 1783-ban Karátsonyi Lázár beodrai birtokos vette meg gróf Draskovich Jánostól és Györgytől, majd gróf Karátsonyi Jenőé lett.
1851-ben Fényes Elek írta a településről: „Bánlok, oláh falu, Torontál vármegyében, Temes vármegye szélén, utolsó posta Csakóvárhoz délre 2 mérföldnyire, 112 kataszteri hold, 10 református, 2280 óhitű lakossal s anyatemplommal. Ékesíti az uraság szép kastélya, s gyönyörű gazdasági épületei. Határa felette termékeny; erdeje, s 103 5/8 egész jobbágytelke van. Földesura. Karácsonyi Lajos.”
1910-ben 2836 lakosából 2160 fő román, 427 magyar, 205 pedig német volt. A népességből 2237 görögkeleti ortodox, 550 fő római katolikus volt.
A trianoni békeszerződés előtt Torontál vármegye Bánlaki járásához tartozott.
A 2002-es népszámláláskor 1581 lakosa közül 1328 fő (84,0%) román, 203 (12,8%) cigány, 20 (1,3%) magyar, 15 (0,9%) ukrán, 8 (0,5%) szerb, 6 (0,4%) német és 1 (0,1%) bolgár volt.

## Nevezetességek
Az 1793-ban épült Karátsonyi-kastély a romániai műemlékek jegyzékében a TM-II-a-A-06177 sorszámon szerepel.